# Hemisphaerius affinis
Hemisphaerius affinis är en insektsart som beskrevs av Melichar 1914. Hemisphaerius affinis ingår i släktet Hemisphaerius och familjen sköldstritar. Inga underarter finns listade i Catalogue of Life.